# Марио Бернарди
Марио Бернарди (на италиански: Mario Bernardi) e канадски диригент и пианист.
Той се ражда в семейство на италиански имигранти в провинция Онтарио в 1930 г. Учи музика отначало в Италия, а след това в Торонто в Кралската музикална консерватория. Започва кариерата си като пианист. Дебютира като диригент през 1957 година с оркестъра на Канадската опера. През 1966 г. става музикален директор. Дирижира над 75 опери и 450 други музикални произведения.
През 1972 г. получава наградата компаньон на канадския орден. Работи до 80-годишна възраст, когато получава инфаркт, след което се оттегля от обществен живот. Умира две години по-късно. Има жена, дъщеря и двама внука.